# Воскрешение из мёртвых (фильм, 1980)
«Воскрешение из мёртвых» (англ. The Awakening) — британский фильм ужасов 1980 года режиссёра Майка Ньюэлла. Также известен под названиями «Алмаз семи звёзд Брэма Стокера», «Пробуждение» и «Воскрешение». Экранизация романа «Алмаз семи звёзд» (1903) Брэма Стокера.

## Сюжет
Американский археолог Мэтью Корбек находится в Египте со своей беременной женой Энни. Вместе с помощницей Джейн Тёрнер он ищет гробницу Кары, полумифической царицы. Когда они находят гробницу, Энн Корбек теряет сознание от сильной боли. Мэтью быстро отвозит жену в больницу и сразу же возвращается обратно на раскопки. Ребёнок рождается мертвым, но в это время археологи вскрывает саркофаг и дочь Корбеков оживает… 18 лет спустя Мэтью, разведённому с Энн и женатому на Джейн, сообщают, что из-за какого-то вируса его мумия стала разрушаться. Пытаясь разобраться в происходящем Мэт понимает, что дух Кары вселился в его дочь Маргарет и что ему придётся уничтожить её в церемониальном ритуале…

## В ролях
- Чарлтон Хестон — Мэтью Корбек
- Сюзанна Йорк — Джейн Тёрнер
- Джил Таундсенд — Энн Корбек
- Стефани Цимбалист — Маргарет Корбек
- Патрик Друри — Пол Витье
- Иэн Макдайармид — доктор Рихтер

## Награды и номинации
В 1981 году Стефани Цимбалист была номинирована на премию «Сатурн» как лучшая актриса второго плана.